# Hallenslev Sogn
Hallenslev Sogn ist eine Kirchspielsgemeinde (dän.: Sogn) auf der dänischen Insel Seeland.
Bis 1970 gehörte sie zur Harde Løve Herred im damaligen Holbæk Amt, danach zur Høng Kommune im Vestsjællands Amt, die wiederum im Zuge der Kommunalreform zum 1. Januar 2007 in der erweiterten Kalundborg Kommune in der Region Sjælland aufgegangen ist.

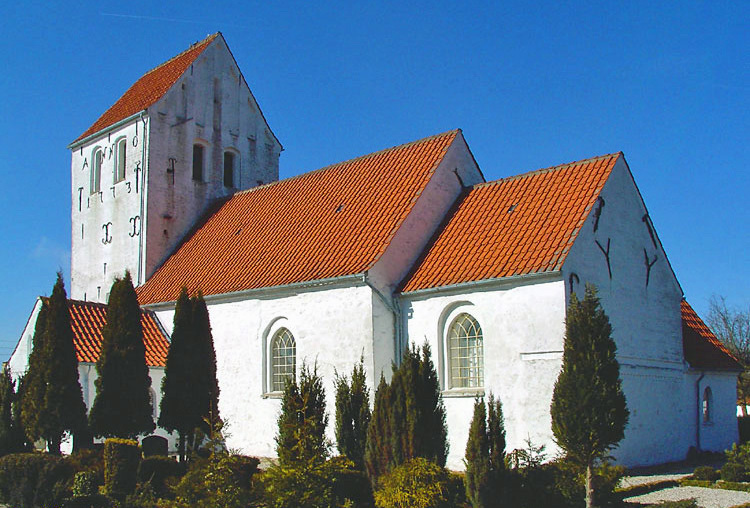
Hallenslev kirke

Am 1. Januar 2023 lebten 238 Einwohner im Kirchspiel, die „Hallenslev Kirke“ liegt auf dem Gebiet der Gemeinde.
Nachbargemeinden sind im Osten Sæby Sogn, im Süden Finderup Sogn, im Südwesten Gørlev Sogn, im Westen Bakkendrup Sogn, sowie im Nordwesten der kleinere Teil des Sæby Sogn. Im Norden grenzt das Kirchspiel an den Tissø.